# Allium samurense
Allium samurense là một loài thực vật có hoa trong họ Amaryllidaceae. Loài này được Cholokashvili mô tả khoa học đầu tiên năm 1967.